# 屏山書院 (韓國)
屏山書院（：／ Byeongsan Seowon）位於韓國慶尚北道安東市，為一座朝鮮王朝時期建立的書院。屏山書院於1978年3月31日被列為第260號韓國史蹟，並曾兩度由韓國申報成為世界遺產；2010年以「韓國歷史村落：河回村和良洞村」項目登錄，2019年再以「韓國新儒學書院」項目登錄。

## 簡介
屏山書院的名稱來自於在此地遠眺周圍群山，如同屏風一般巍峨佇立，因而命名為「屏山」。書院位於慶尚北道安東市豐川面，在著名的朝鮮王朝時期民俗村河回村東方，與河回村直線距離約2.5公里，但兩者中間有山岳阻隔，必須繞過山岳北方才可到達，路程約6公里。屏山書院前身為豐岳書堂，從高麗王朝後期開始為士子學習的場所。朝鮮宣祖五年（1572年）柳成龍（유성룡，1542－1607）遷居至此。鄭經世（정경세，1563－1633）在光海君五年（1613年）為緬懷柳成龍的德才，與儒生們商議後，建造了尊德祠供奉其牌位。朝鮮仁祖七年（1629年），柳成龍三子柳袗（유진，1582－1635）獲德配享，牌位可供奉在書院。朝鮮哲宗十四年（1863年），獲賜「屏山」的匾額。朝鮮高宗八年（1871年），興宣大院君下達書院撤廢令時，朝鮮全境僅保留47座書院，屏山書院為其中之一。

## 建築
屏山書院的建築與周邊的自然環境融合成一體，為朝鮮王朝時期代表性書院。安東屏山書院與達城道東書院、安東陶山書院、榮州紹修書院，以及慶州玉山書院合稱朝鮮王朝時期的五大書院。屏山書院內的建築包括：供奉柳成龍的牌位的「尊德祠」、講堂「立教堂」、保管文物的「藏板閣」、宿舍「東齋」與「西齋」等，另有大型樓閣「晚對樓」等。屏山書院在1978年3月，被指定為大韓民國史蹟（대한민국의 사적）第260號。

### 尊德祠
屏山書院的尊德祠供奉朝鮮王朝時期著名政治家與儒學家柳成龍。在政治上，柳成龍曾位列朝鮮王朝最高行政機構議政府的首長領議政，以為官清廉聞名；在儒學的成就上，著有《西厓集》、《慎終錄》、《懲毖錄》等。《懲毖錄》為萬曆朝鮮之役（韓語：임진왜란）期間執政的反省，《懲毖錄》原稿被指定為韓國國寶第132號。

### 晚對樓
「晚對樓」名稱源自於唐代詩人杜甫《白帝城樓》中的詩句「翠屏宜晚對，白谷會深遊」。晚對樓為屏山書院內最廣為人知的建築，其利用自然的地形建成樓閣建築。晚對樓的建築結構為單簷八作瓦房，正面七間、側面兩間，以作為講學或休息的空間。在晚對樓裡，往下可見到溪流，往上可見到群山，建築的設計令建築與山水巧妙地融合在一起。

## 世界遺產登錄
2010年7月至8月，第34屆世界遺產委員會會議於巴西首都巴西利亞召開，由韓國申報的項目「韓國歷史村落：河回村和良洞村」經大會通過登錄為世界遺產，「屏山書院」在名單之中，編號為1324-002號。2019年6月至7月，第43屆世界遺產委員會會議於亞塞拜然首都巴庫召開，「韓國新儒學書院」項目經大會通過登錄為世界遺產，屏山書院再次於名單之中，編號為1498-007號。兩次登錄內容的差異在於，2019年屏山書院的保護範圍從1.7公頃增加至30.08公頃，並增加164.3公頃的緩衝範圍，藉此以強化對於遺產的保護。

### 韓國歷史村落：河回村和良洞村
该世界遗产被认为满足世界遺產登錄基準中的以下基準而予以登錄：
- （iii）呈现有关现存或者已经消失的文化传统、文明的独特或稀有之证据。
- （iv）关于呈现人类历史重要阶段的建筑类型，或者建筑及技术的组合，或者景观上的卓越典范。[2]

| 世界遺產編號 | 名稱                 | 所在地                 | 保護範圍 | 緩衝範圍 |
| ------------ | -------------------- | ---------------------- | -------- | -------- |
| 1324-002     | 河回村聚落：屏山書院 | 36°32'25"N 128°33'10"E | 1.7公頃  |          |

### 韓國新儒學書院
该世界遗产被认为满足世界遺產登錄基準中的以下基準而予以登錄：
- （iii）呈现有关现存或者已经消失的文化传统、文明的独特或稀有之证据。[3]

| 世界遺產編號 | 名稱     | 所在地                     | 保護範圍  | 緩衝範圍  |
| ------------ | -------- | -------------------------- | --------- | --------- |
| 1498-007     | 屏山書院 | 36°32'27.7"N 128°33'11.1"E | 30.08公頃 | 164.3公頃 |

## 圖集

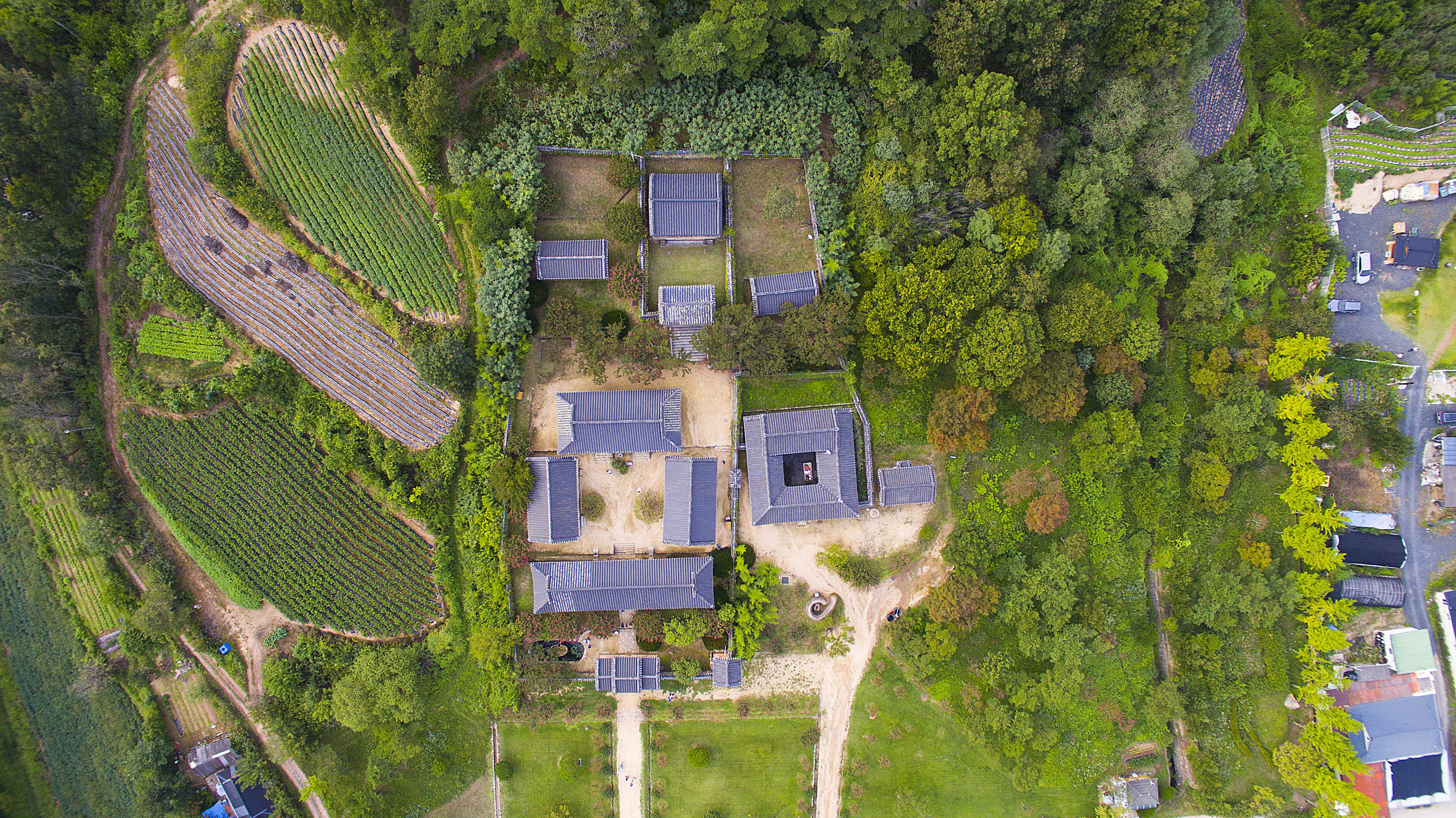
屏山書院航拍
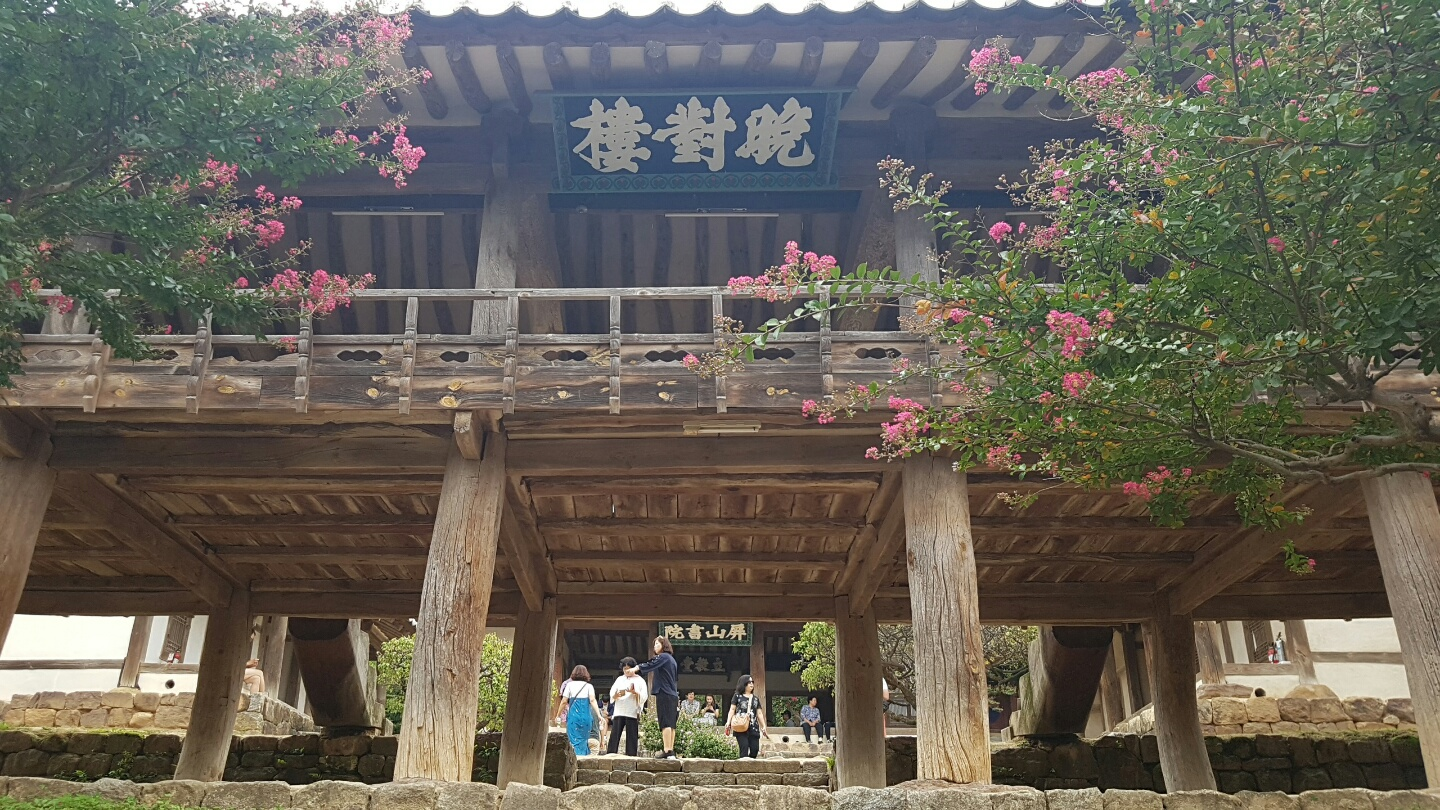
屏山書院晚對樓
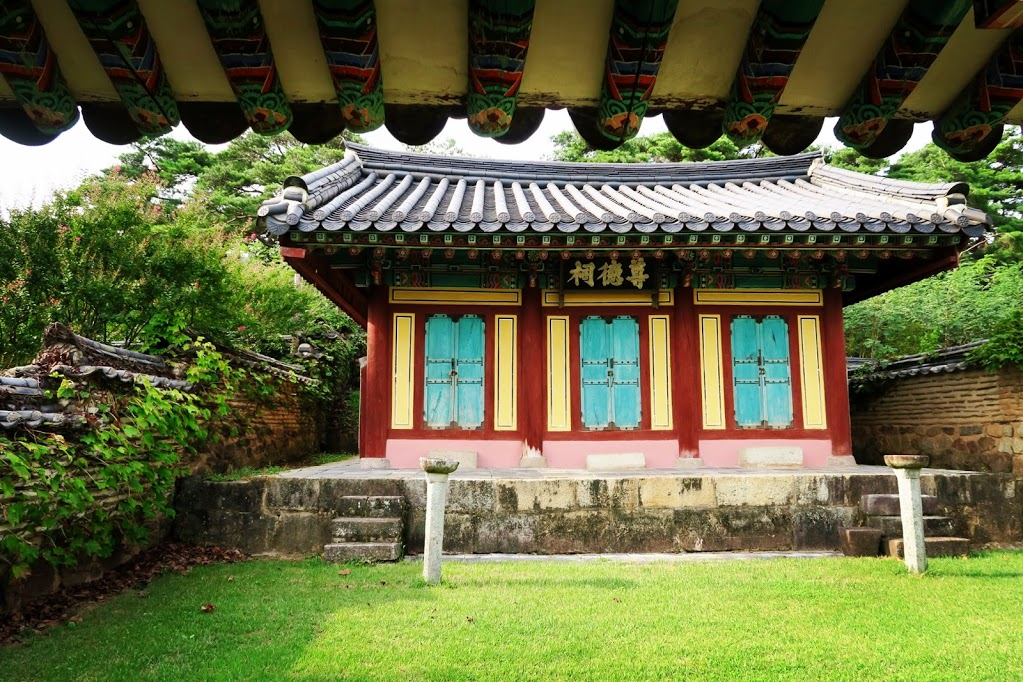
屏山書院尊德祠
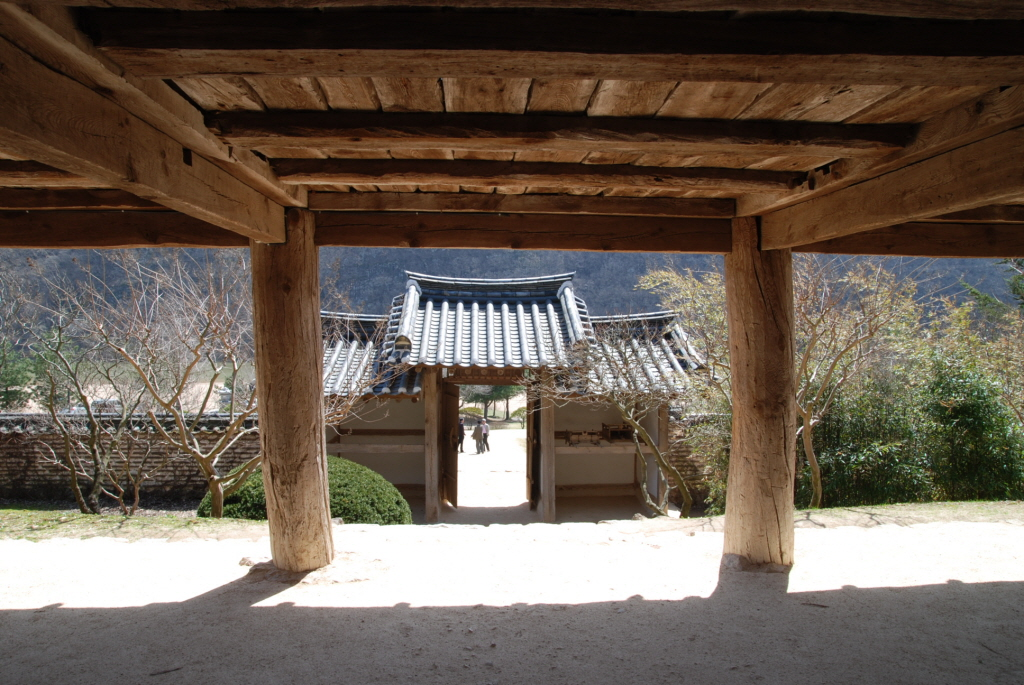
屏山書院內部一隅